# Krisztina Goda
Krisztina Goda, född 1970 i Budapest, är en ungersk filmregissör och manusförfattare. Goda växte upp i Budapest. Hon studerade filmregi och klippning vid National Film and Television School i Storbritannien och manusförfattande vid UCLA i Förenta staterna. Hon långfilmsdebuterade 2005 med den romantiska komedin Csak szex és más semmi ("Bara sex och ingenting annat") som blev en publikframgång i Ungern. Året därpå utkom Szabadság, szerelem ("Frihet, kärlek"), som handlar om Ungernrevolten 1956 och Blodet i vattnet-matchen. Filmen drog storpublik i hemlandet och nådde även ut internationellt. Godas nästa film, Kaméleon ("Kameleont") från 2008, utsågs till Ungerns Oscarskandidat för bästa utländska film.

## Regi i urval
- Csak szex és más semmi (2005)
- Szabadság, szerelem (2006)
- Kaméleon (2008)
- Kakukkfiók (2014)